# Distretto municipale di Jaman Sud
Il distretto municipale di Jaman Sud  (ufficialmente Jaman South Municipal District, in inglese) è un distretto della regione di Bono del Ghana.